# Nové Dvory u Kutné Hory
Nové Dvory (deutsch Neuhof) ist eine Minderstadt in Tschechien. Sie liegt vier Kilometer nordöstlich des Stadtzentrums von Kutná Hora und gehört zum Okres Kutná Hora.

## Geographie
Nové Dvory befindet sich auf der Böhmischen Tafel am rechten Ufer der Klejnárka gegenüber der Einmündung der Vrchlice. Am westlichen Ortsrand speist die Klejnárka eine Kette von Teichen, deren größter der Ovčárský rybník bei Ovčáry ist. Westlich erhebt sich der Kaňk (352 m).
Nachbarorte sind Svatá Kateřina im Norden, Svatý Mikuláš im Nordosten, Rohozec und Žehušice im Osten, Chotusice im Südosten, Ovčáry und Církvice im Süden, Malín im Westen sowie Hlízov im Nordwesten.

### Nachbargemeinden
| Hlízov     | Starý Kolín                                 | Svatý Mikuláš Rohozec u Žehušic |
| Kutná Hora | Kompassrose, die auf Nachbargemeinden zeigt | Rohozec u Žehušic Chotusice     |
| Kutná Hora | Církvice u Kutné Hory                       | Chotusice                       |

### Gemeindegliederung
Die Gemeinde Nové Dvory besteht aus den Ortsteilen Nové Dvory (Neuhof) und Ovčáry (Schafhütten).

## Geschichte
Am Übergang vom 13. zum 14. Jahrhundert entstand an der Stelle des heutigen Ortes ein Wirtschaftshof des Klosters Sedlec. 1318 wurde Nowa curia erstmals urkundlich erwähnt.
Nach der Zerstörung des Klosters durch die Hussiten im Jahre 1421 fiel der Neuhof an die Böhmische Krone. 1436 übergab Kaiser Sigismund, den Neuhof einschließlich der Feste und den Schafhütten an Bedřich von Strážnice als Pfand. Durch Georg von Podiebrad erhielt Jaroslav von Újezd den größten Teil der Güter als selbstständige Herrschaft pfandweise überlassen. Vladislav II. löste das Pfand wieder aus und übergab Nové Dvory 1501 dem wiedererrichteten Kloster Sedlec zurück. Wegen seiner Geldnöte sah sich das Kloster gezwungen, den Neuhof mehrmals zu verpfänden. Nachdem das Kloster 1552 nicht in der Lage war, die fällige Schuld an Hynko Martinic auf Chřenovice auszulösen, wurde Nové Dvory am 21. April 1552 unter Vermittlung von Karl von Zerotein auf Žehušice erblich an Hynko von Martinic verkauft. Als dieser 1568 verstarb, verkauften seine Erben die reiche Herrschaft an die Nachkommen Karls von Zerotein. Besitzer von Neuhof wurde Johann Lukas von Zerotein, der 1569 eine Feste errichten ließ. Nach dessen Tode erwarb 1588 sein Bruder Kaspar Melchior von Zerotein den Besitz von dessen Gläubigern. Dieser erwarb noch die Dörfer Záboří, Lišice, Kobylnice, Svatý Jakub sowie Církvice und baute Novas villas als Herrschaftssitz aus.
Kaspar Melchior von Zerotein ließ die Feste zum Renaissanceschloss umbauen. Am 21. Juli 1628 überschrieb er vor seinem Tode seine Dörfer an seine Frau Elisabeth, geb. von Waldstein. Deren Tochter Elisabeth Polyxena von Zerotein verkaufte den Besitz an Peter Vok Švihovský von Riesenberg.

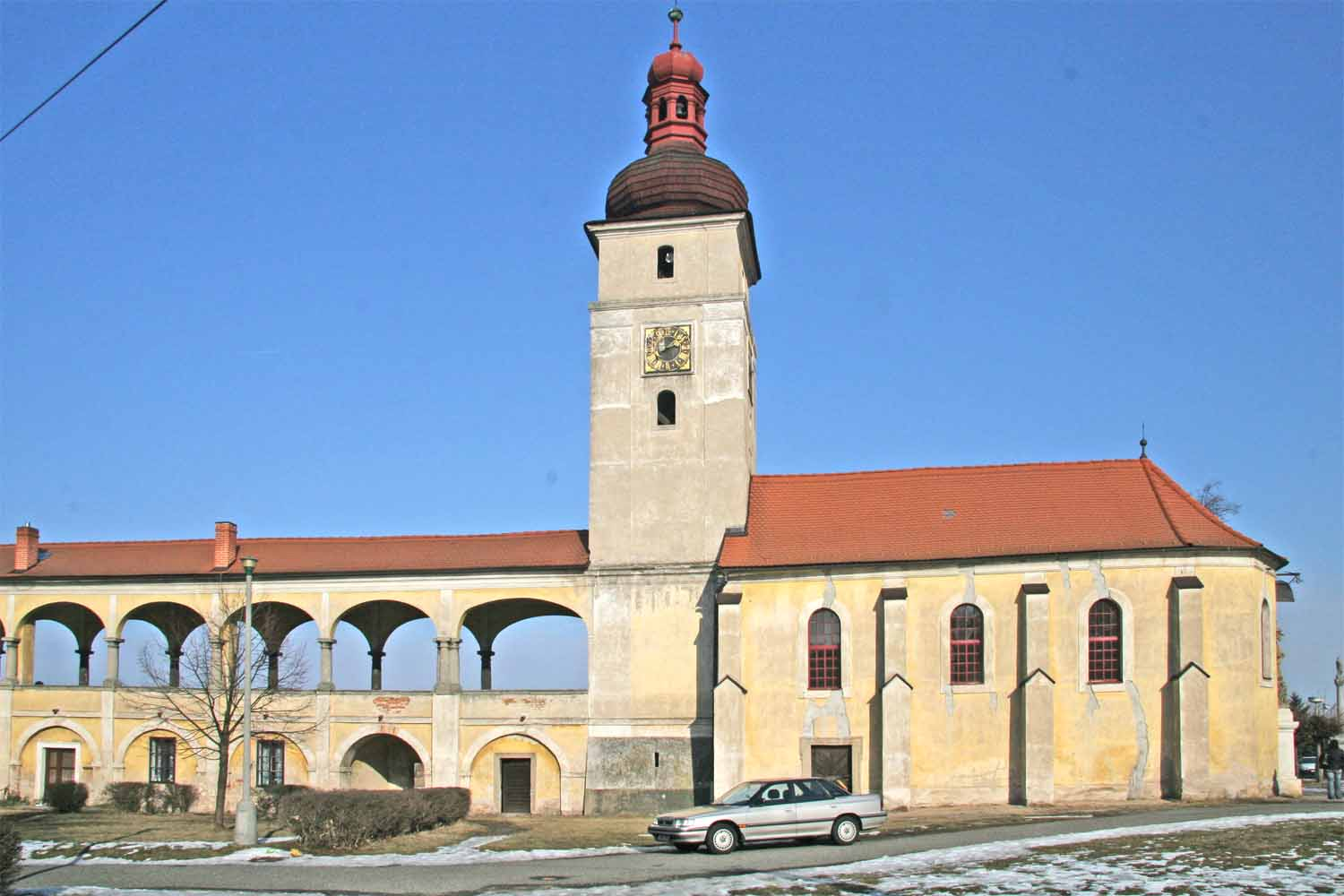
Schlosskirche St. Martin mit Arkaden

Von den Švihovský gelangten die Güter durch Heirat an Karl Ferdinand von Waldstein. Dieser verkaufte Nové Dvory 1674 an Ferdinand Maximilian von Kaunitz. Während dieser Zeit verkam die Herrschaft. Nächster Besitzer war Johann Kaspar von Montani, der sie 1679 an Bernard František Graf von Věžník verkaufte. Dieser ließ 1686 an Stelle des abgebrannten Zerotein-Schlosses ein neues errichten. Während seiner Herrschaft wurde Nové Dvory 1701 durch Kaiser Leopold I. zum Städtchen erhoben. 1764 kaufte Johann Karl Chotek von Chotkow  die Herrschaft von Karl Josef Batthyány. Während seiner Herrschaft erfolgte 1784 ein Umbau des Schlosses, zu dem ein großer Park mit Fasanerie und Orangerie gehörte. Nové Dvory blieb bis 1823 herrschaftlicher Sitz der Grafen Chotek von Chotkow, Johann Rudolph Chotek von Chotkow ließ auf der Anhöhe Kačina einen Kilometer nördlich das neue Schloss Kačina errichten, das zum neuen Sitz der Herrschaft wurde. Emerich Chotek von Chotkow, der 1911 ohne Nachkommen verstarb,  überschrieb den Besitz in Nové Dvory seinem Neffen Guido von Thun und Hohenstein, dem späteren Grafen Guido Chotek von Chotkow.
Im Jahre 1990 wurde Nové Dvory zur städtischen Denkmalszone erklärt. Das Schloss dient heute als Schule. Seit dem 20. Mai 2014 besitzt Nové Dvory den Status eines Městys.

## Sehenswürdigkeiten
- Schloss Nové Dvory mit sieben-bogigem Arkadengang zur Schlosskirche St. Martin, fertiggestellt 1686 anstelle des abgebrannten Renaissanceschlosses
- Wasserturm am Kovářský rybník, erbaut im 18. Jahrhundert unter Bernard Graf Věžník zur Bewässerung der Schlossgärten und bis zum Zweiten Weltkrieg genutzt
- ehemaliges Dominikanerkloster mit barocker Kapelle der Hl. Anna, erbaut 1696
- Kapelle zum Hl. Kreuz auf dem Friedhof, Grablege der Grafen Chotek von Chotkow
- Mariensäule auf dem Marktplatz, errichtet 1701
- Statue des Hl. Wenzel
- Statue des Hl. Johannes von Nepomuk
- Schloss Kačina, zwei Kilometer nordöstlich des Ortes

## Fotos

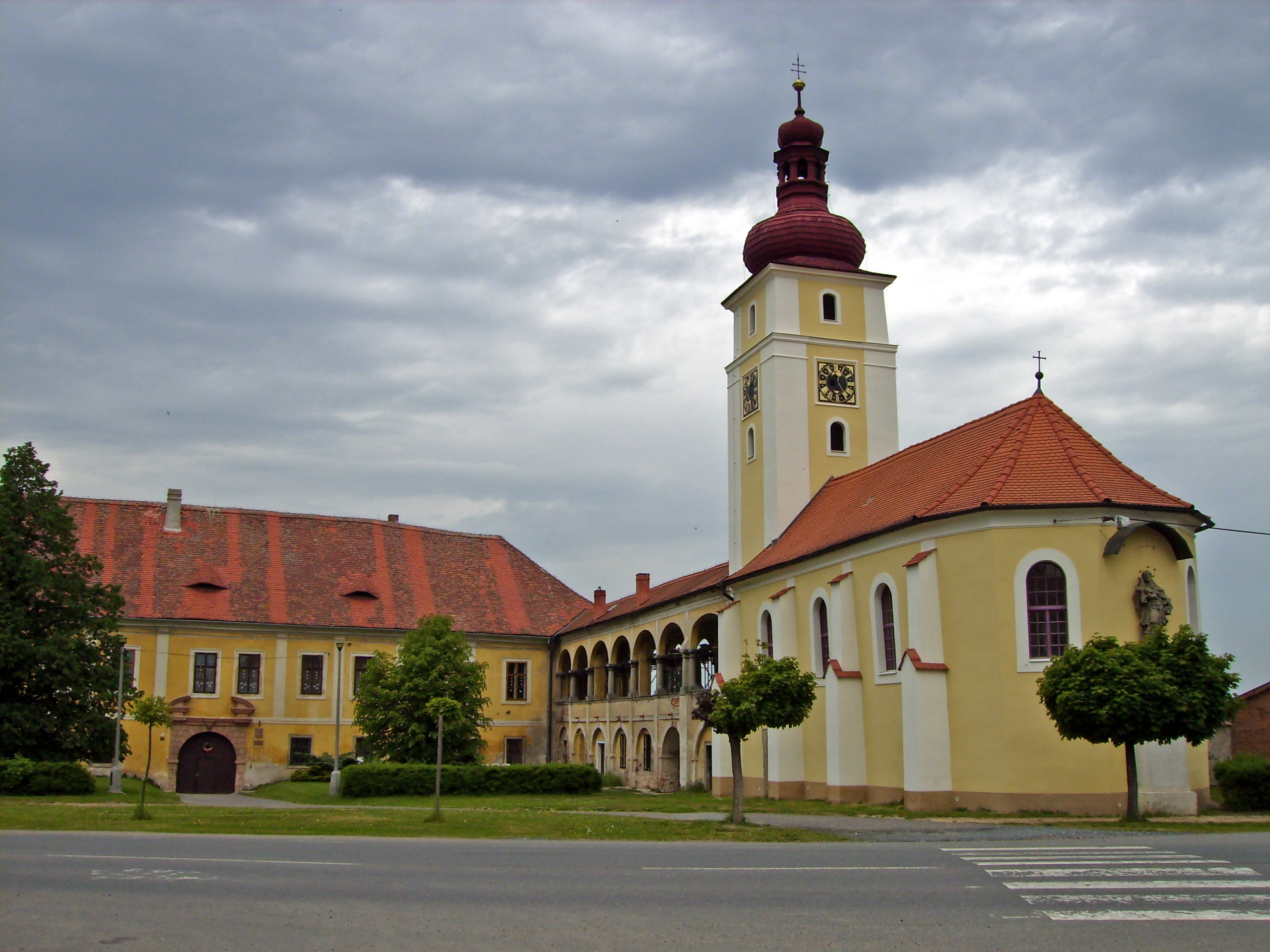
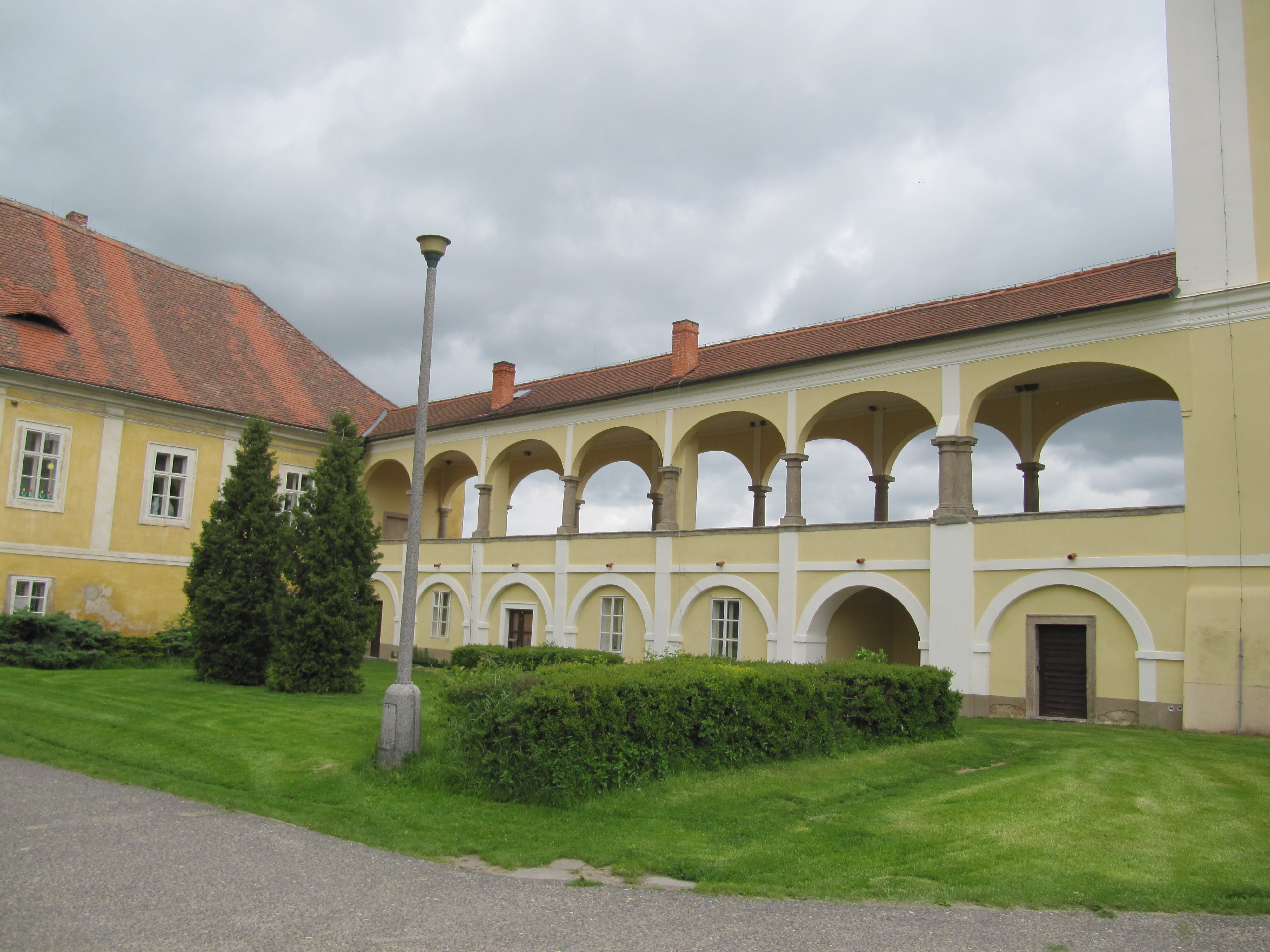
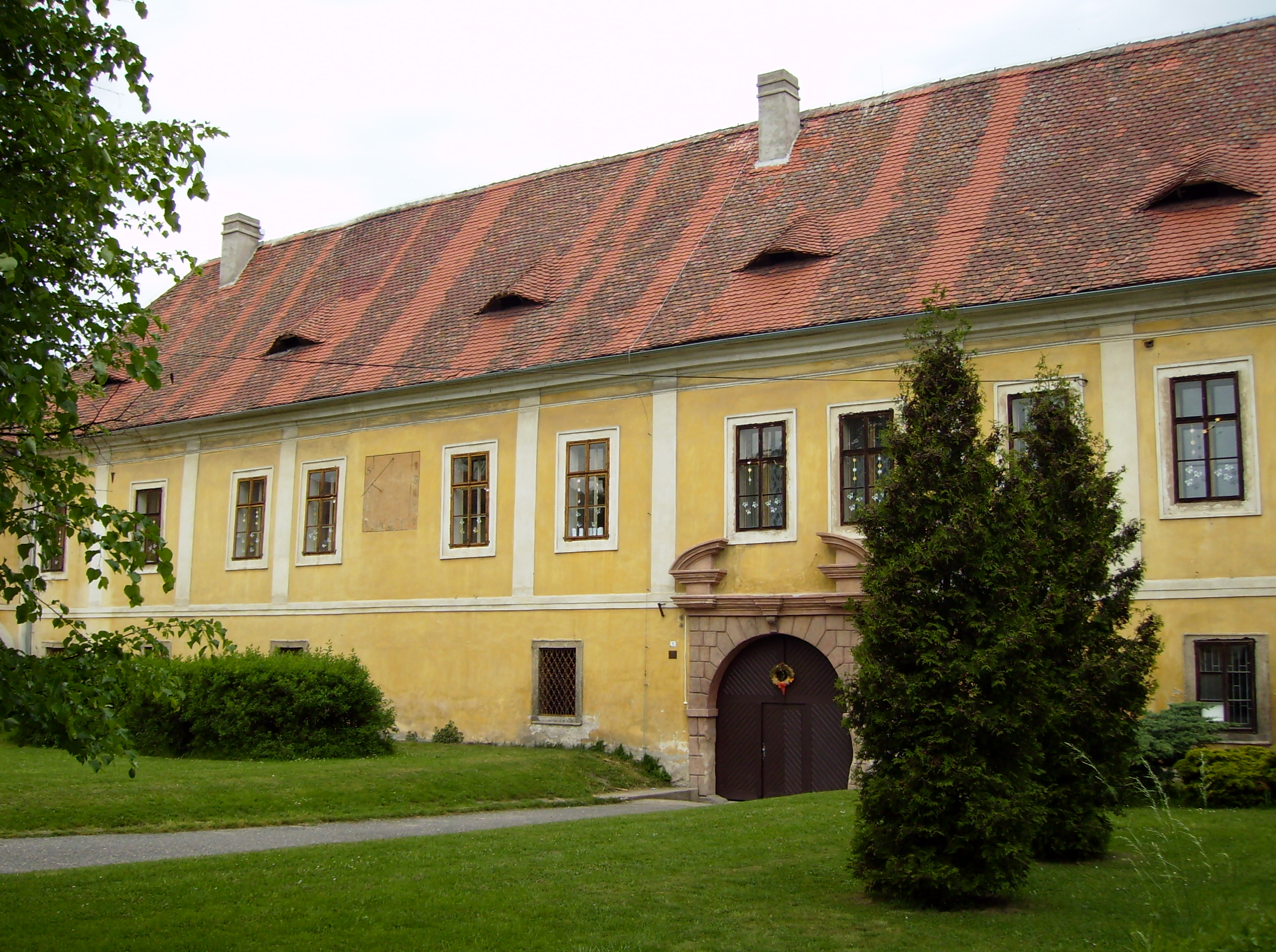
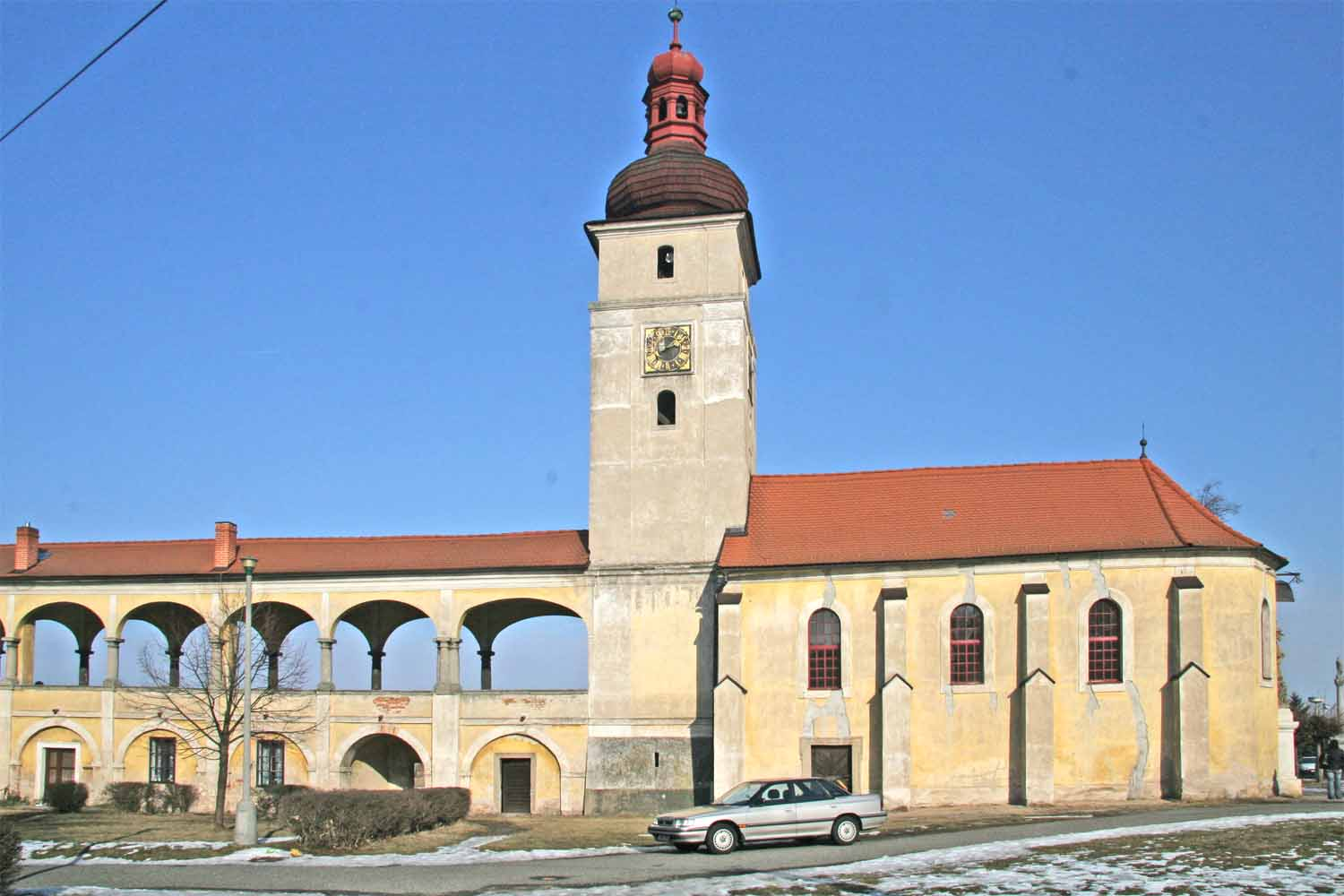
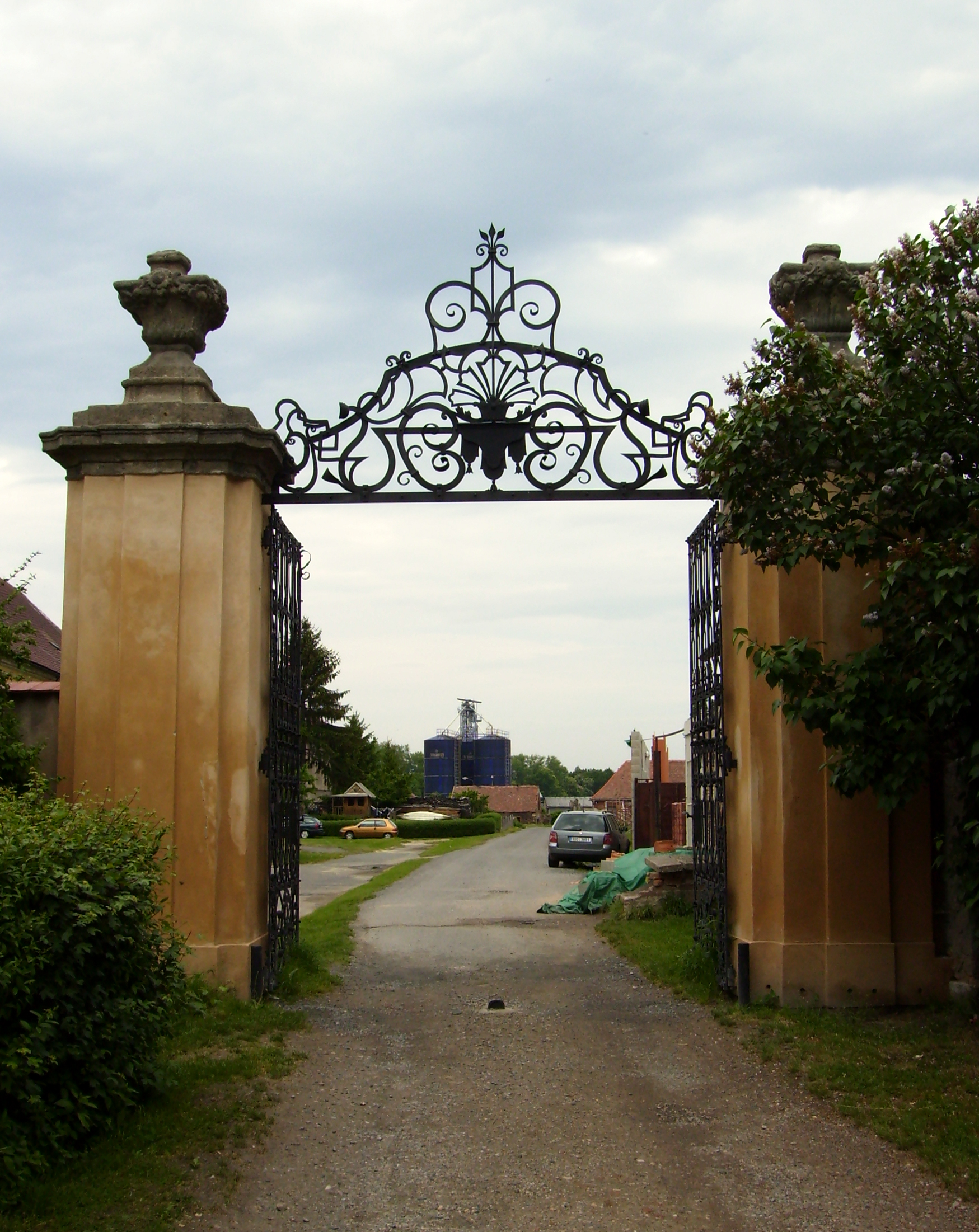
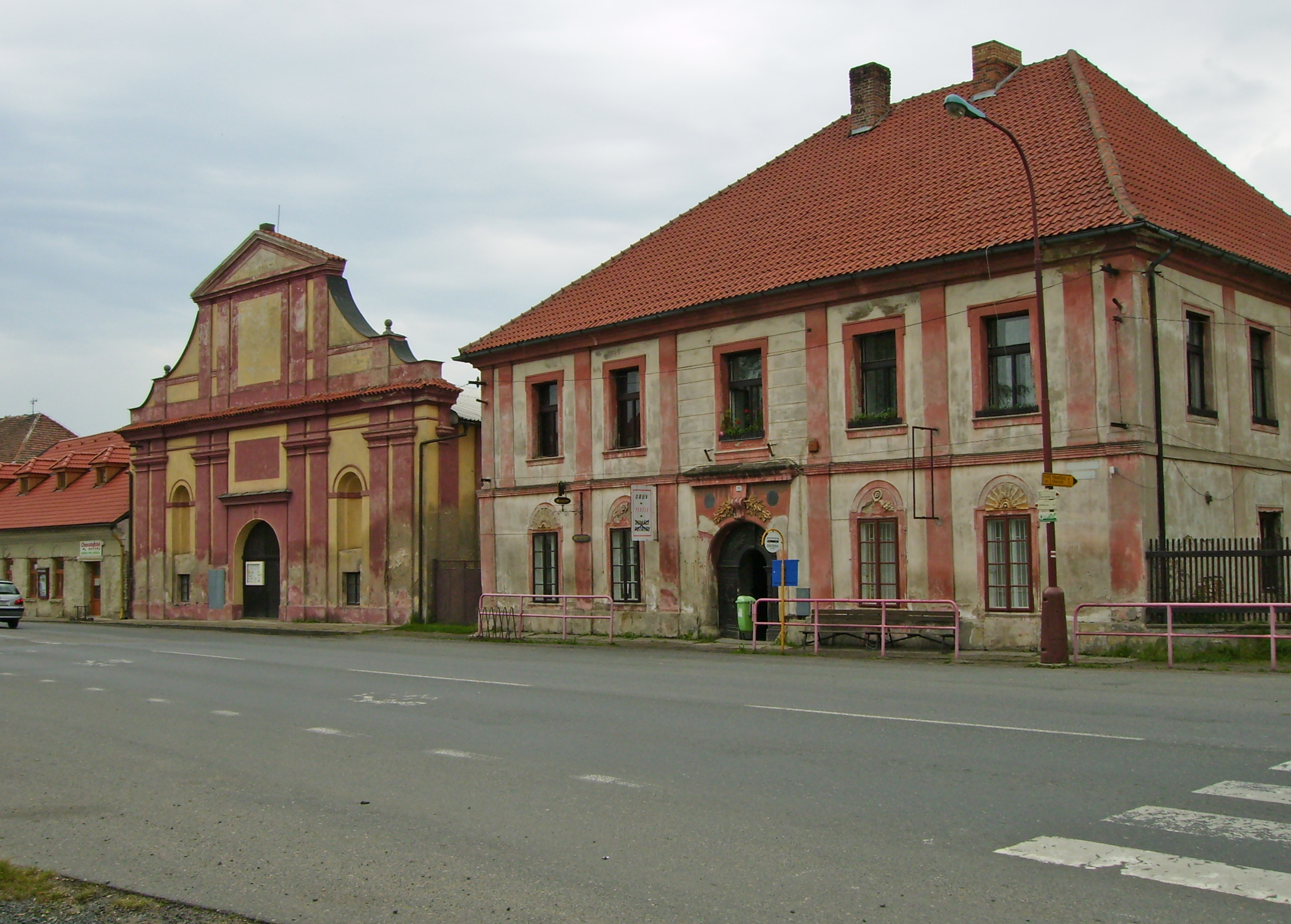
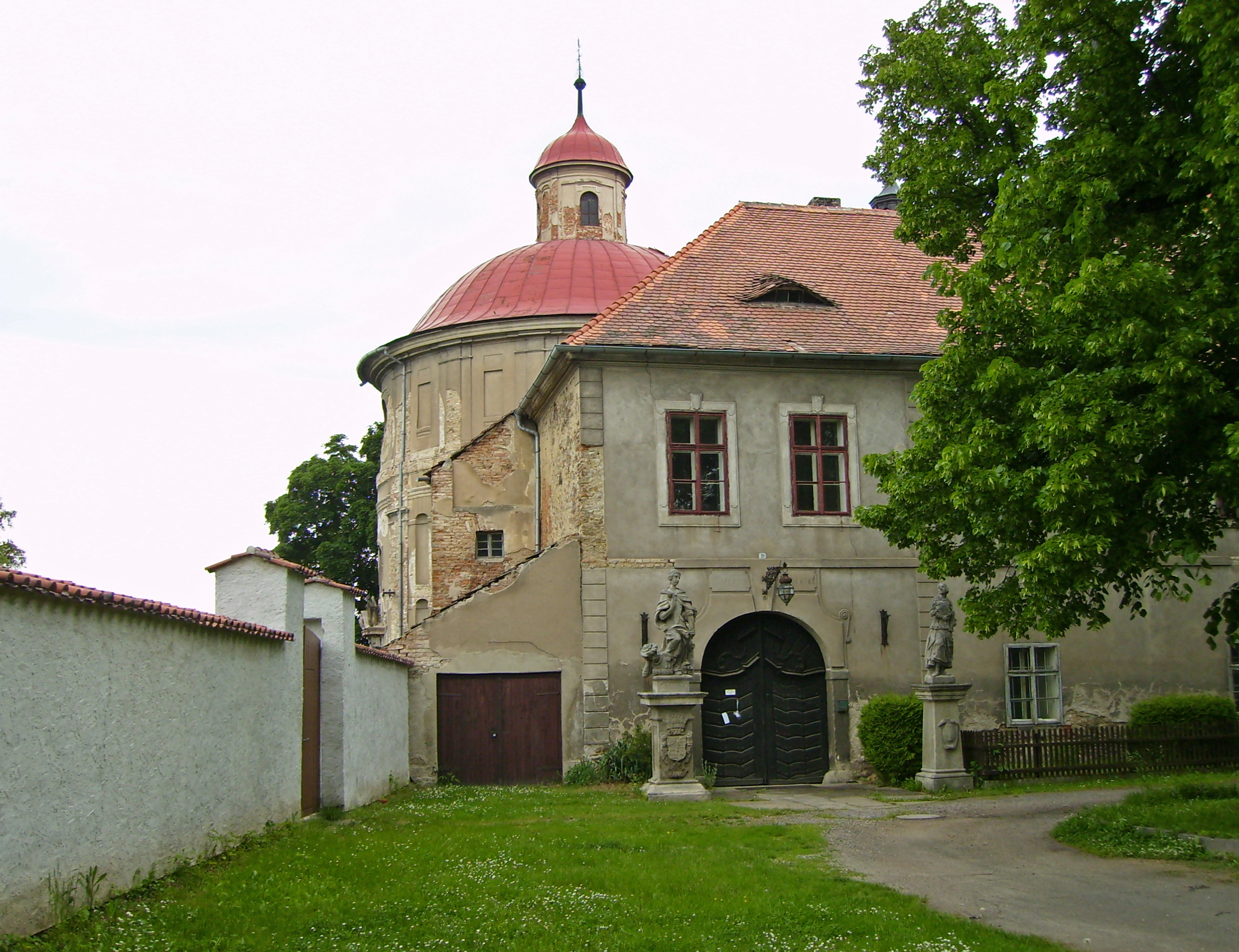
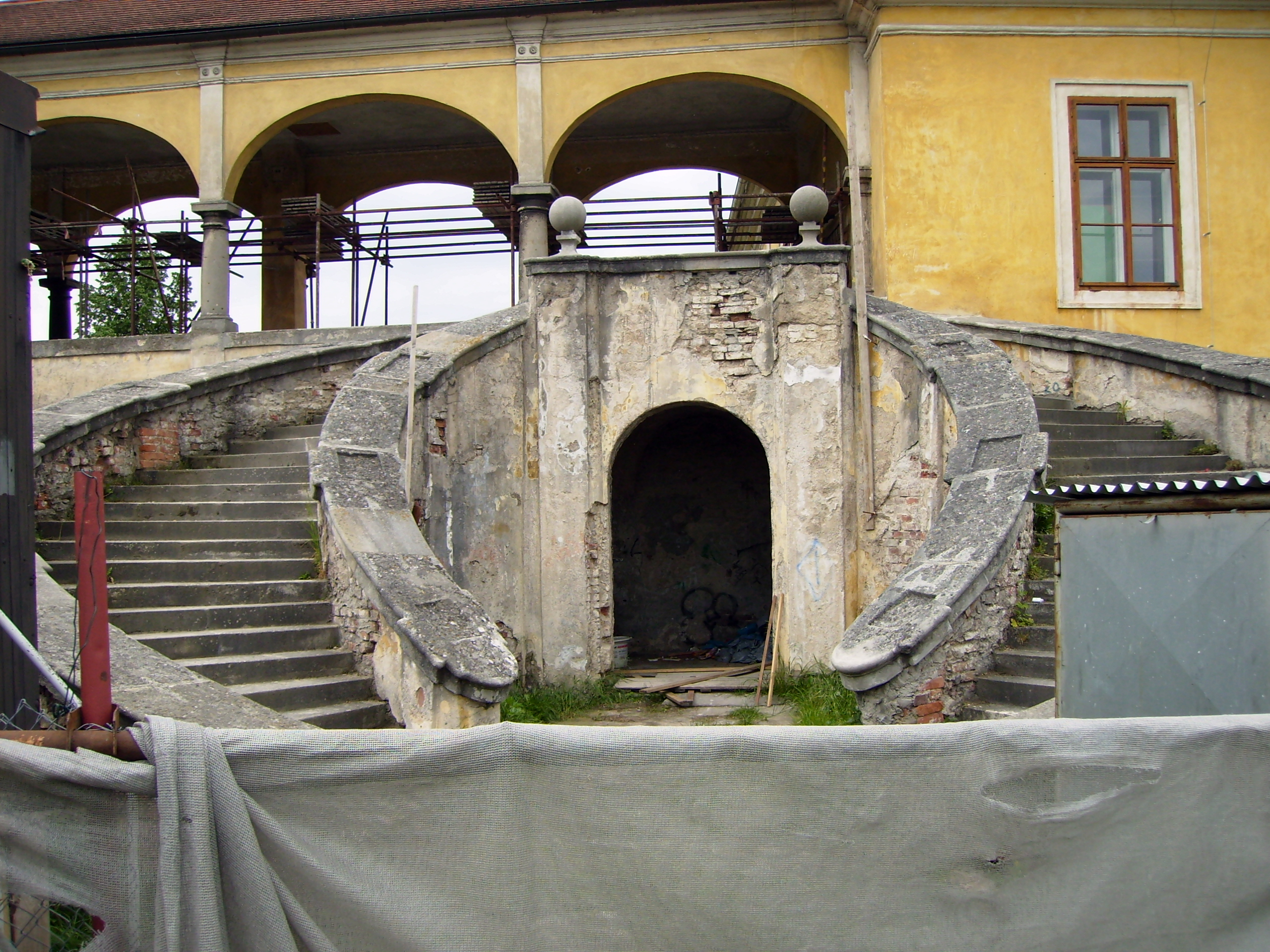

## Töchter und Söhne der Stadt
- Jiří Kout (* 1937), Dirigent